# NGC 7840

NGC 7840是一个无棒螺旋星系，位于双鱼座中,也是NGC天體表中的最後一個天體。